# Eleições legislativas no Luxemburgo em 2018
As eleições legislativas no Luxemburgo foram realizadas a 14 de outubro de 2018 e serviram para eleger os 60 deputados da Câmara dos Deputados.
O Partido Popular Social Cristão, apesar de ter voltado a ser o partido mais votado, obteve um dos piores resultados da história. A coligação governativa do Partido Democrata-Partido Socialista dos Trabalhadores-Os Verdes conservaram a maioria parlamentar, permitindo a Xavier Bettel manter-se como primeiro-ministro.

## Data
Houve um debate sobre a data das eleições. O artigo 56.º da Constituição luxemburguesa estabelece que os deputados são eleitos por um período de cinco anos, o que implicaria a realização de eleições até outubro de 2018, cinco anos após as eleições antecipadas de 20 de outubro de 2013. No entanto, o artigo 123 da Lei Eleitoral de 2003 estabelece que "em caso de dissolução da Câmara, o termo do mandato dos deputados eleitos após a dissolução ocorrerá no ano seguinte à abertura da quinta sessão ordinária". Uma vez que a quinta sessão ordinária seria aberta no final de 2018, a eleição teria de ser realizada em 2019, provavelmente em simultâneo com as eleições para o Parlamento Europeu de junho de 2019, excedendo o mandato constitucional de cinco anos. Assim, a lei eleitoral foi considerada incompatível com a Constituição e os políticos tencionavam alterar a lei e realizar eleições gerais em outubro de 2018. A alteração da lei de 15 de dezembro de 2017 elimina o mês de junho das eleições legislativas regulares e fixa a data das eleições no termo da legislatura, ou seja, cinco anos após a eleição anterior.

## Resultados Oficiais
| Partido                 | Partido                                       | Votos   |                 | +/-  | Deputados | +/-     |
| ----------------------- | --------------------------------------------- | ------- | --------------- | ---- | --------- | ------- |
|                         | Partido Popular Social Cristão                | 999 381 | 28,31 / 100,00  | 5,35 | 21 / 60   | 2       |
|                         | Partido Socialista dos Trabalhadores          | 621 332 | 17,60 / 100,00  | 2,68 | 10 / 60   | 3       |
|                         | Partido Democrata                             | 597 080 | 16,91 / 100,00  | 1,34 | 12 / 60   | 1       |
|                         | Os Verdes                                     | 533 893 | 15,12 / 100,00  | 4,99 | 9 / 60    | 3       |
|                         | Partido Reformista da Alternativa Democrática | 292 388 | 8,28 / 100,00   | 1,64 | 4 / 60    | 2       |
|                         | Partido Pirata do Luxemburgo                  | 227 549 | 6,45 / 100,00   | 3,51 | 2 / 60    | 2       |
|                         | A Esquerda                                    | 193 594 | 5,48 / 100,00   | 0,54 | 2 / 60    | Estável |
|                         | Partido Comunista do Luxemburgo               | 44 916  | 1,27 / 100,00   | 0,37 | 0 / 60    | Estável |
|                         | Outros (com menos de 1,00%)                   | 19 836  | 0,56 / 100,00   |      | 0 / 60    |         |
|                         |                                               |         |                 |      |           |         |
| Votos Inválidos         | Votos Inválidos                               | 16 837  | 7,23 / 100,00   | 0,41 |           |         |
| Total                   | Total                                         | 233 014 | 100,00 / 100,00 |      | 60 / 60   |         |
| Eleitorado/Participação | Eleitorado/Participação                       | 259 887 | 89,66 / 100,00  | 1,49 |           |         |
| Fonte                   | Fonte                                         | IFES    | IFES            | IFES | IFES      | IFES    |